# Banco Bilbao Vizcaya Argentaria
Banco Bilbao Vizcaya Argentaria (BBVA) – drugi co do wielkości hiszpański bank, jeden z największych w strefie euro. Został założony w 1999 r. Siedzibą jest Bilbao. BBVA prowadzi działalność w Hiszpanii, Portugalii, we Włoszech, Ameryce Południowej, w USA oraz w Azji; ponadto bank jest zainteresowany również działalnością w Polsce.